# Селеста Стар
Крістел Енн Варела, відома як Селе́ста Стар (англ. Celeste Star, нар. 28 грудня 1985 року, Помона, Каліфорнія, США) — американська порноакторка. 
За походженням італо-мексиканка. 
У липні 2005 року стала «Кішечкою місяця» журналу Penthouse.

## Премії та нагороди
- 2006 AVN Award номінація — Best All-Girl Sex Scene, Video — Girlvana[3]
- 2007 AVN Award nominee — Best Tease Performance — Intoxicated[4]
- 2007 AVN Award номінація — Best Solo Sex Scene — Jesse Jane: All-American Girl[4]
- 2008 AVN Award номінація — Best Solo Sex Scene — All Alone 2[5]
- 2011 AVN Award номінація — Best All-Girl Group Sex Scene — The Big Lebowski: A XXX Parody[6]
- 2011 AVN Award номінація — Best All-Girl Group Sex Scene — FemmeCore[6]
- 2011 AVN Award номінація — Best All-Girl Three-Way Sex Scene — Bonny & Clide[6]
- 2011 AVN Award номінація — Best All-Girl Three-Way Sex Scene — FemmeCore[6]